# Franz Kapus
Franz Kapus (ur. 12 kwietnia 1909 w Zurychu, zm. 4 marca 1981 tamże) – szwajcarski bobsleista (pilot boba). Złoty medalista olimpijski z Cortina d’Ampezzo.

## Kariera sportowa
Trzy razy brał udział w igrzyskach (IO 48, IO 52, IO 56). W 1956 był prowadzony przez niego bob nie miał sobie równych w czwórkach. Miał wówczas 46 lat, co jak na sportowca było zaawansowanym wiekiem. Był medalistą mistrzostw świata, w 1955 został mistrzem świata w czwórkach.